# Козлов, Владимир Владимирович (футболист)
Влади́мир Влади́мирович Козло́в (род. 4 марта 1946, Москва) — советский футболист, советский и российский футбольный тренер. Мастер спорта международного класса (16.08.1972).

## Биография
Воспитанник команды групп подготовки ЦДСА. Первый тренер — А. С. Родионов. Козлов начинал взрослую карьеру в московском «Локомотиве».
В составе ФК «Динамо» Москва дебютировал 5 августа 1967 года в матче с московским «Торпедо», матч завершился со счётом 1:0 в пользу «Динамо» — на 63-й минуте дебютант забил гол.
Один из самых талантливых футболистов конца 1960-х — начала 1970-х годов. В совершенстве владел всеми приёмами игры нападающего, тонко и мгновенно оценивал игровые ситуации, умело взаимодействовал с партнёрами, старался действовать творчески, нестандартно, неожиданно для соперников. Выделялся высоким исполнительским мастерством при завершении атаки, владел сильным и поставленным ударом с обеих ног. Многочисленные травмы и ограниченные физические возможности не позволили ему до конца раскрыть свой игровой потенциал.
Имеет высшее физкультурное образование — в 1976 году окончил ГЦОЛИФК, в 1985 — школу тренеров. Тренер команды «Динамо-2» (Москва) — 1986 (по июль). Тренер детских и юношеских команд СДЮШОР «Динамо» — с 1978 года. Тренируемая В. В. Козловым команда «Динамо» стала чемпионом 1993 года среди младших юношей и вторым призёром чемпионата России 1995 года среди юношеских команд нелюбительских клубов высшей и первой лиг. В тренируемых им командах были подготовлены Василий Кульков, Владимир Бесчастных, братья Морозовы (Алексей и Олег), Антон Шунин.
Двое сыновей Владимира Козлова — Алексей и Владимир — воспитанники СДЮШОР «Динамо».

## Достижения
- Серебряный призёр чемпионата СССР: 1967, 1970
- Обладатель Кубка СССР: 1966/67, 1970
- Финалист Кубка обладателей кубков европейских стран: 1971/72
- Обладатель приза «Подснежник»: 1968
- В 1971 году награждён специальным призом газеты «Московский комсомолец» за самый красивый гол, забитый на стадионах столицы (в ворота тбилисского «Динамо»)
- В списке 33-х лучших футболистов СССР трижды: № 2 — 1968, 1970; № 3 — 1969